# 벨트체

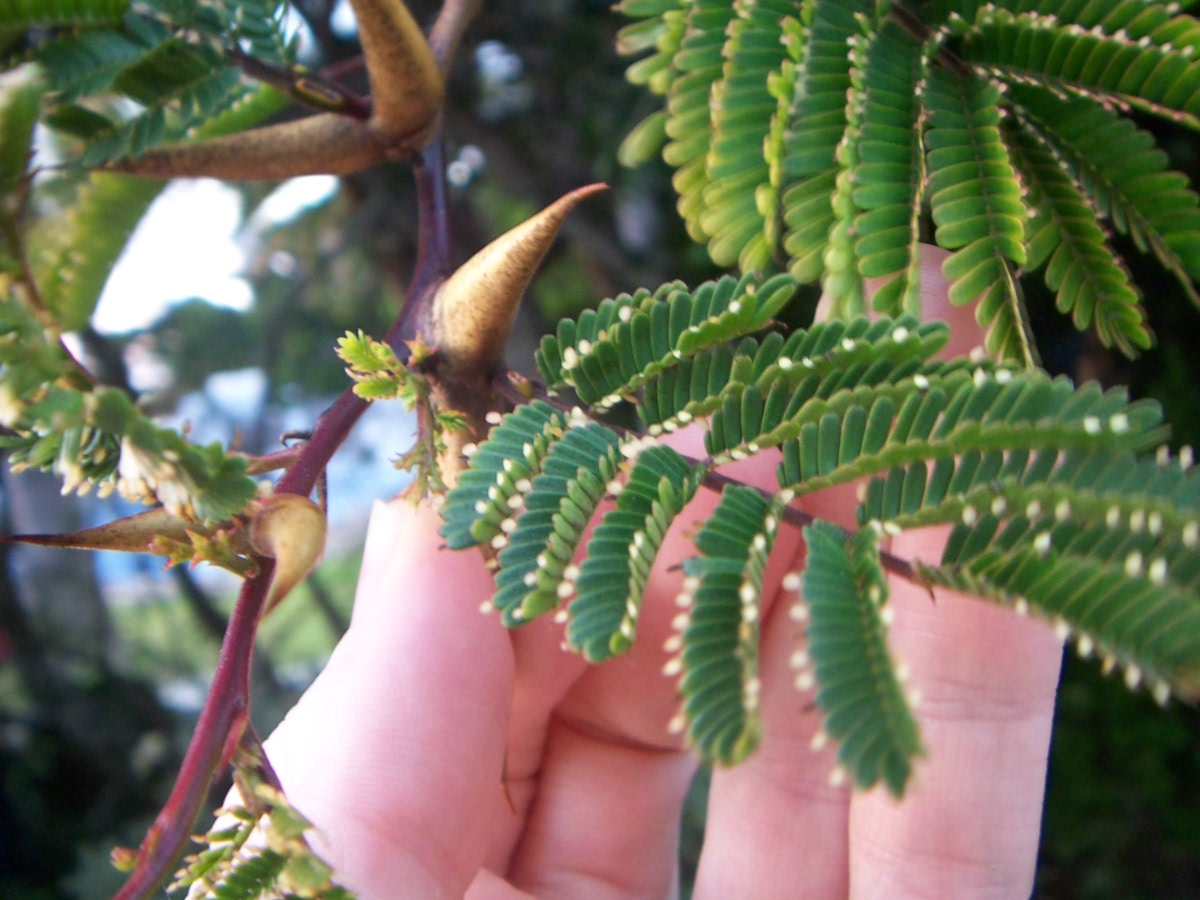
The Beltian bodies of A. cornigera evolved in symbiosis with P. ferruginea.

벨트체(Beltian body)는 아카시아의 어떤 종들과 크게 밀접한 속들의 소엽에서 발견되는, 쉽게 떨어지는 끄트머리다. 토마스 벨트의 이름을 딴 벨트체는 지질, 당분, 단백질이 풍부하고 보통 불그스름하다. 벨트체는 개미와 공생 관계를 이루어 진화한 것으로 보인다. 개미들은 특정한 식물 종들의 내부나 근방에서 살아가면서 초식동물을 내쫓는다.
다른 개미들의 상리 공생이 베카리아체, 뮬러체, 펄체 등의 유사한 식물의 조직과 관련되어 있다.
주로 초식을 하는 독특한 거미 바기라 키플린지는 벨트체가 아니면 거의 입에 대지 않는다.

## 참고 문서
- 초식에 대한 식물 방어
- 엘라이오좀(종침)